# Atlanta Falcons 2016
La stagione 2016 degli Atlanta Falcons è stata la 51ª della franchigia nella National Football League e la seconda con Dan Quinn come capo-allenatore.  È stata inoltre la 25ª ed ultima stagione al Georgia Dome, poiché dall'anno successivo la squadra è passata al nuovo Mercedes-Benz Stadium. Con la vittoria del penultimo turno sui Carolina Panthers il club si è aggiudicato il sesto titolo di division della sua storia, il primo dal 2012. Il quarterback Matt Ryan in questa stagione è diventato il primo giocatore della storia del club ad essere premiato come MVP della NFL e come giocatore offensivo dell'anno.
Nel divisional round dei playoff, i Falcons hanno battuto i Seattle Seahawks, raggiungendo la finale della NFC per la prima volta dal 2012. Lì hanno sconfitto al Georgia Dome i Green Bay Packers per 44-21, raggiungendo il secondo Super Bowl della storia del club, dopo la sconfitta contro i Denver Broncos nel Super Bowl XXXIII del 1998. Nel Super Bowl LI, Atlanta affrontò i New England Patriots per conquistare il suo primo titolo di campione ma fu sconfitta per 34-28 ai tempi supplementari dopo essere stata in vantaggio di 25 punti a tre minuti del termine del terzo quarto Quello fu il primo Super Bowl della storia a terminare ai tempi supplementari.

## Free agent
| Ruolo | Giocatore       | Tag | Squadra 2016       | Note     |
| ----- | --------------- | --- | ------------------ | -------- |
| S     | Ricardo Allen   |     | Atlanta Falcons    |          |
| DE    | Kroy Biermann   | UFA | Buffalo Bills      |          |
| G     | Chris Chester   | UFA | Atlanta Falcons    |          |
| DE    | Adrian Clayborn |     | Atlanta Falcons    |          |
| S     | Charles Godfrey |     | Atlanta Falcons    |          |
| PK    | Shayne Graham   | UFA | Nessuna            | Ritirato |
| C     | Gino Gradkowski |     | Carolina Panthers  |          |
| T     | Bryce Harris    | UFA | Atlanta Falcons    |          |
| T     | Jake Long       |     | Minnesota Vikings  |          |
| TE    | Tony Moeaki     | UFA | Chicago Bears      |          |
| T     | Ryan Schraeder  |     | Atlanta Falcons    |          |
| LB    | Nathan Stupar   |     | New Orleans Saints |          |
| TE    | D.J. Tialavea   |     | Atlanta Falcons    |          |
| LB    | Philip Wheeler  | UFA | Atlanta Falcons    |          |
| LB    | Paul Worrilow   |     | Atlanta Falcons    |          |

## Scelte nel Draft 2016

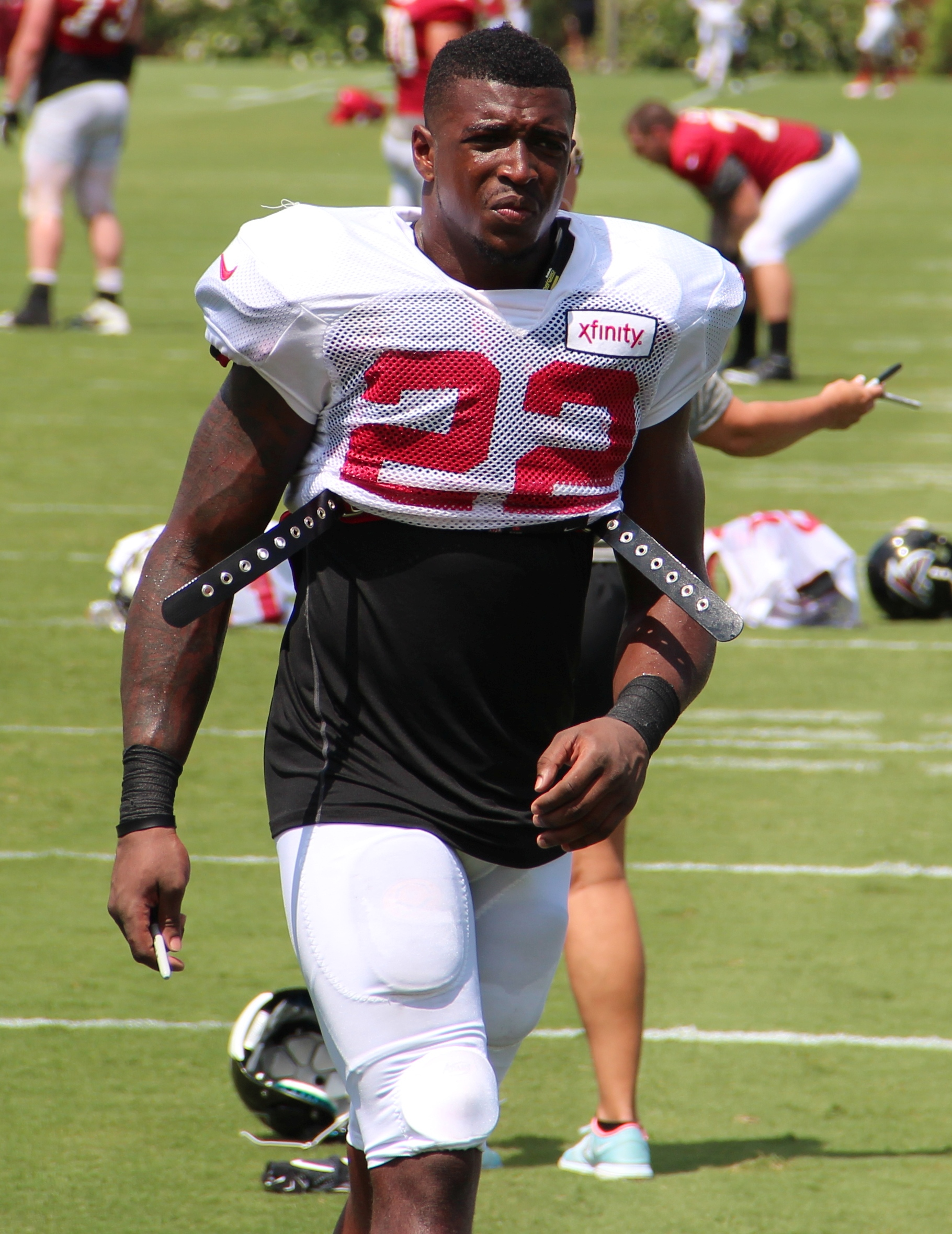
Keanu Neal fu la scelta del primo giro dei Falcons nel Draft 2016

| Scelte dei Falcons nel Draft 2016 |        |                    |       |                |
| Giro                              | Scelta | Giocatore          | Ruolo | College        |
| 1                                 | 17     | Keanu Neal         | SS    | Florida        |
| 2                                 | 50     | Deion Jones        | OLB   | LSU            |
| 3                                 | 81     | Austin Hooper      | TE    | Stanford       |
| 4                                 | 115    | De'Vondre Campbell | OLB   | Minnesota      |
| 6                                 | 195    | Wes Schweitzer     | OG    | San Jose State |
| 7                                 | 238    | Devin Fuller       | WR    | UCLA           |

## Staff
| Staff dei Atlanta Falcons nel 2016 |
| --- |
| Organi dirigenziali - Proprietario/Chairman: Arthur Blank - Presidente/CEO: Rich McKay - General Manager: Thomas Dimitroff - Assistente General Manager: Scott Pioli Capo allenatore - Dan Quinn Altri allenatori - Preparatore atletico: A.J. Neibel - Assistente preparatore atletico: Jacob Peden Allenatori dell'attacco - Coordinatore offensivo – Kyle Shanahan - Quarterback – Matt LaFleur - Running Back – Bobby Turner - Wide Receiver – Terry Robiskie - Tight End – Wade Harman - Offensive Line – Chris Morgan - Assistente Offensive Line – Keith Carter - Assistente attacco – Mike LaFleur - Assistente attacco – Mike McDaniel Allenatori della difesa - Coordinatore difensivo – Richard Smith - Defensive Line – Bryan Cox - Linebacker – Jeff Ulbrich - Defensive Back/Assistente senior – Marquand Manuel - Assistente difesa/Defensive Back – Chad Walker - Assistente difesa/Linebacker – Doug Mallory Allenatori dello special team - Coordinatore dello special team: Keith Armstrong - Assistente dello special team: Eric Sutulovich |

## Roster
| Roster degli Atlanta Falcons nel 2016 |
| --- |
| Quarterback - 2 Matt Ryan - 8 Matt Schaub Running Back - 26 Tevin Coleman - 42 Patrick DiMarco FB - 24 Devonta Freeman - 28 Terron Ward Wide Receiver - 18 Taylor Gabriel - 16 Justin Hardy - 11 Julio Jones - 19 Aldrick Robinson - 12 Mohamed Sanu - 14 Eric Weems - 15 Nick Williams Tight End - 81 Austin Hooper - 82 Joshua Perkins - 86 D.J. Tialavea - 80 Levine Toilolo Offensive Linemen - 65 Chris Chester G - 76 Tom Compton T - 63 Ben Garland C - 67 Andy Levitre G - 51 Alex Mack C - 70 Jake Matthews T - 73 Ryan Schraeder T - 71 Wes Schweitzer G Defensive Linemen - 95 Jonathan Babineaux DT - 93 Dwight Freeney DE - 77 Ra'Shede Hageman DE - 94 Tyson Jackson DT - 97 Grady Jarrett NT - 50 Brooks Reed DE - 91 Courtney Upshaw DT - 92 Joe Vellano DT Linebacker - 44 Vic Beasley OLB - 59 De'Vondre Campbell OLB - 45 Deion Jones MLB - 52 Josh Keyes LB - 53 LaRoy Reynolds MLB - 41 Philip Wheeler OLB - 55 Paul Worrilow MLB Defensive Back - 23 Robert Alford CB - 37 Ricardo Allen FS - 32 Jalen Collins CB - 38 Dashon Goldson SS - 29 C.J. Goodwin CB - 22 Keanu Neal SS - 20 Sharrod Neasman FS - 30 Deji Olatoye CB - 34 Brian Poole CB - 33 Blidi Wreh-Wilson CB Special Team - 5 Matt Bosher P - 3 Matt Bryant K - 47 Josh Harris LS Lista delle riserve - 99 Adrian Clayborn DE (IR) - -- Anthony Dablé WR - 87 Devin Fuller WR (IR) - 36 Kemal Ishmael SS (IR) - 25 Akeem King CB (IR) - 74 Chris Mayes NT (IR) - -- Mike Meyer K - 68 Trevor Robinson C - 90 Derrick Shelby DE (IR) - 52 Tyler Starr OLB (IR) - 83 Jacob Tamme TE (IR) - 56 Sean Weatherspoon OLB (IR) - 21 Desmond Trufant CB (IR) - -- Brian Vogler TE Squadra di allenamento - 61 Carter Bykowski T - 13 B.J. Daniels WR - 66 Kevin Graf T - 49 Darion Griswold TE - 98 Martin Ifedi DE - 64 Blake Muir G - 35 Jhurell Pressley RB - 4 Matt Simms QB - -- Jimmy Staten DT - 38 Ryan White CB 53 attivi, 11 inattivi, 10 nella squadra di allenamento |
| Legenda - I rookie sono in corsivo. - Il primo ruolo è il principale mentre gli eventuali successivi indicano i ruoli secondari. - (IR) sta per Injured Reserve ed indica la lista ristretta per un solo giocatore infortunato che può tornare ad allenarsi dopo la settimana 6 e a rientrare in prima squadra dopo che questa ha giocato 8 partite. - (NF-Inj.) / (NF-Ill.) stanno rispettivamente per Non-Football Injured e Non-Football Illness ed indicano le liste dove viene inserito un giocatore che ha un infortunio o una malattia non dipendente dal football americano. - (PUP) sta per Physically Unable to Perform ed indica la lista dove viene inserito un giocatore mentre è in attesa di recuperare la condizione fisica. Nella stagione regolare dopo la sesta partita giocata dalla propria squadra, il giocatore ha tempo tre settimane per riprendere ad allenarsi, più tre settimane aggiuntive dal suo rientro agli allenamenti per rientrare in prima squadra. |

## Calendario

### Stagione regolare
| Turno | Data               | Avversario              | Risultato          | Record             | Stadio                              | NFL.com recap      |
| ----- | ------------------ | ----------------------- | ------------------ | ------------------ | ----------------------------------- | ------------------ |
| 1     | 11/9               | Tampa Bay Buccaneers    | S 24–31            | 0–1                | Georgia Dome                        | Recap              |
| 2     | 18/9               | at Oakland Raiders      | V 35–28            | 1–1                | Oakland Alameda Coliseum            | Recap              |
| 3     | 26/9               | at New Orleans Saints   | V 45–32            | 2–1                | Mercedes-Benz Superdome             | Recap              |
| 4     | 2/10               | Carolina Panthers       | V 48–33            | 3–1                | Georgia Dome                        | Recap              |
| 5     | 9/10               | at Denver Broncos       | V 23–16            | 4–1                | Sports Authority Field at Mile High | Recap              |
| 6     | 16/10              | at Seattle Seahawks     | S 24–26            | 4–2                | CenturyLink Field                   | Recap              |
| 7     | 23/10              | San Diego Chargers      | S 30–33 (DTS)      | 4–3                | Georgia Dome                        | Recap              |
| 8     | 30/10              | Green Bay Packers       | V 33–32            | 5–3                | Georgia Dome                        | Recap              |
| 9     | 3/11               | at Tampa Bay Buccaneers | V 43–28            | 6–3                | Raymond James Stadium               | Recap              |
| 10    | 13/11              | at Philadelphia Eagles  | S 15–24            | 6–4                | Lincoln Financial Field             | Recap              |
| 11    | Settimana di pausa | Settimana di pausa      | Settimana di pausa | Settimana di pausa | Settimana di pausa                  | Settimana di pausa |
| 12    | 27/11              | Arizona Cardinals       | V 38–19            | 7–4                | Georgia Dome                        | Recap              |
| 13    | 4/12               | Kansas City Chiefs      | S 28–29            | 7–5                | Georgia Dome                        | Recap              |
| 14    | 11/12              | at Los Angeles Rams     | V 42–14            | 8–5                | Los Angeles Memorial Coliseum       | Recap              |
| 15    | 18/12              | San Francisco 49ers     | V 41–13            | 9–5                | Georgia Dome                        | Recap              |
| 16    | 24/12              | at Carolina Panthers    | V 33–16            | 10–5               | Bank of America Stadium             | Recap              |
| 17    | 1/1                | New Orleans Saints      | V 38–32            | 11–5               | Georgia Dome                        | Recap              |

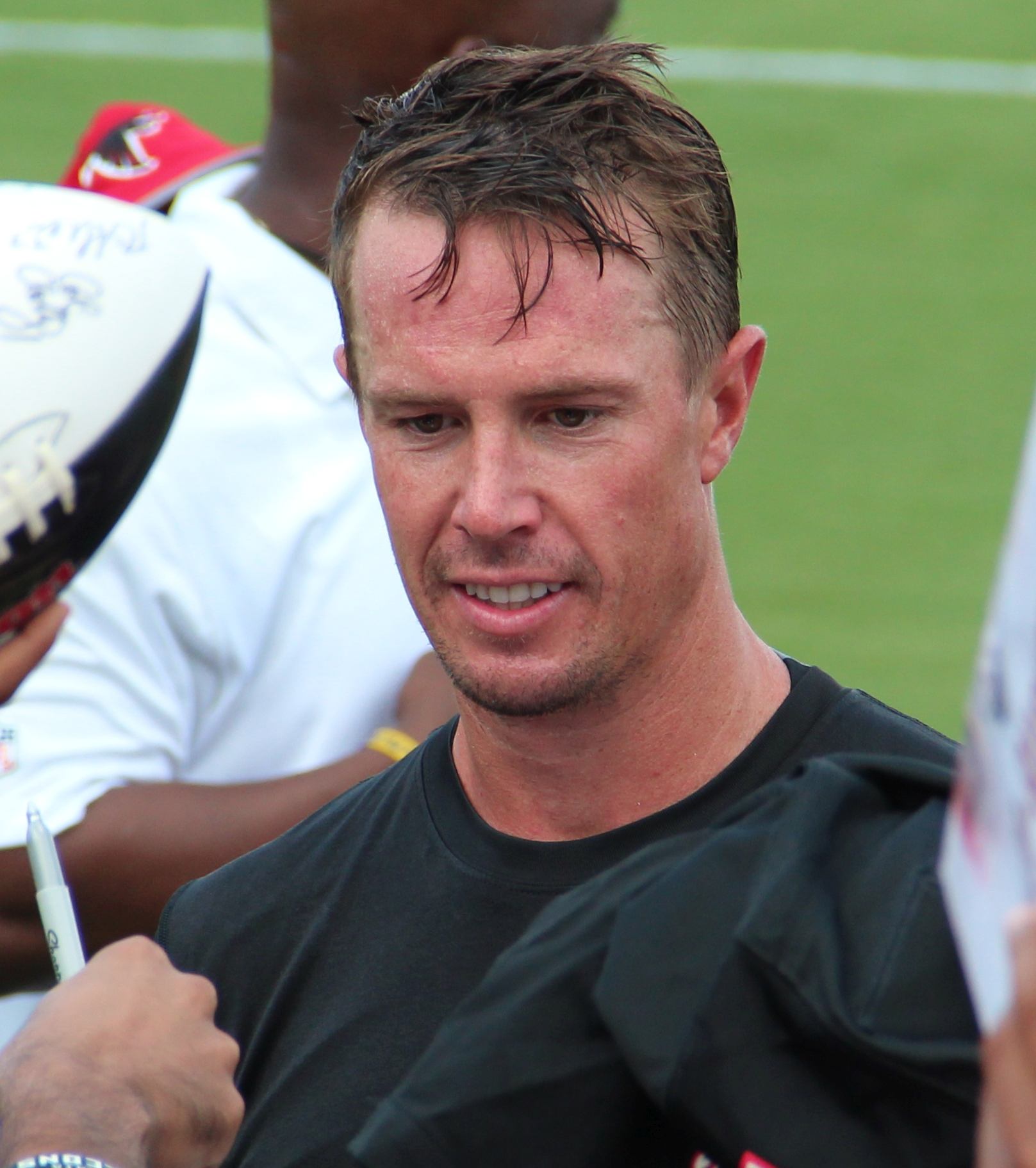
Matt Ryan durante il training camp 2016

Note: Gli avversari della propria division sono in grassetto.

### Playoff

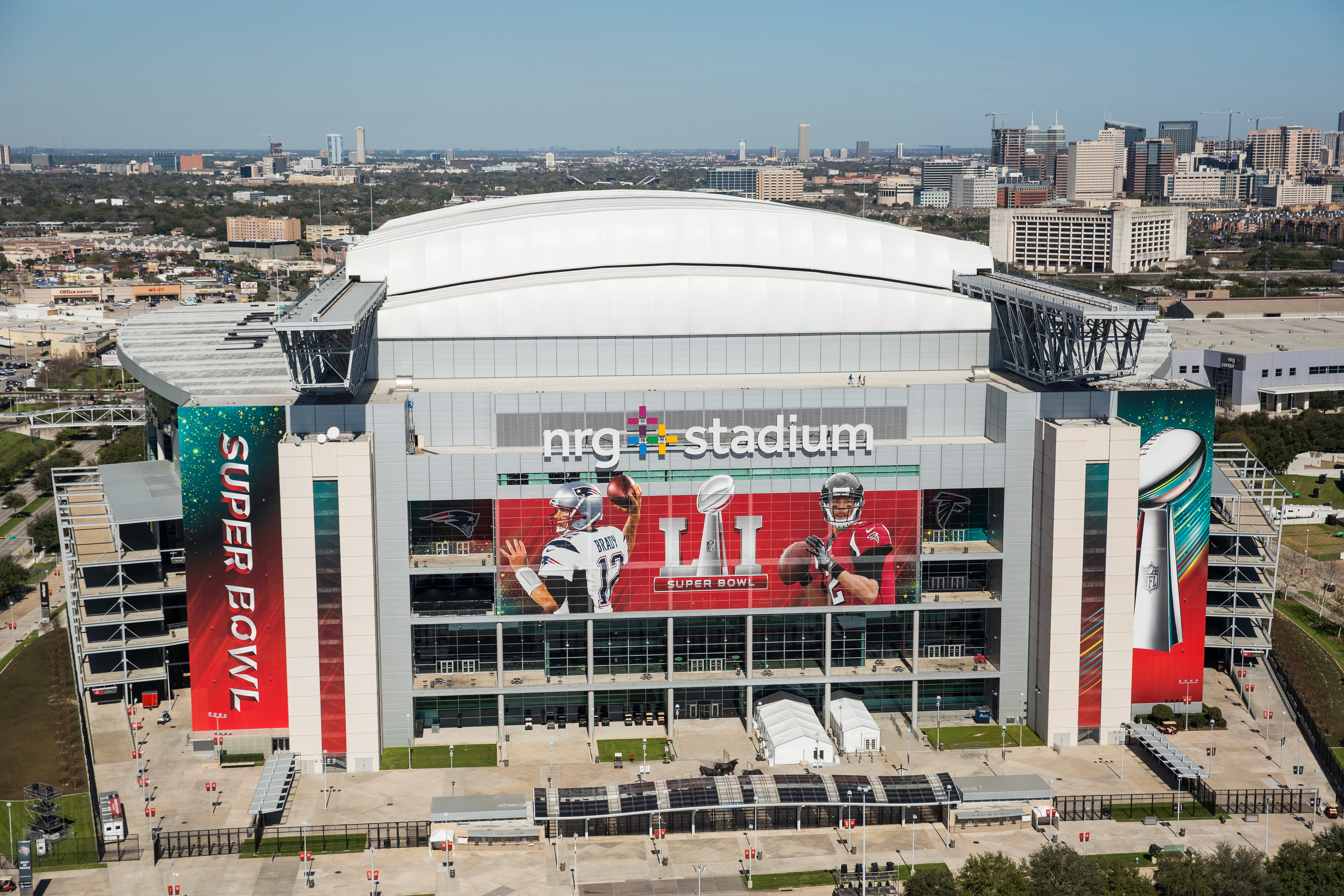
L'NRG Stadium decorato per il Super Bowl LI

| Turno            | Data                                      | Ora                                       | Avversario (seed)                         | Risultato                                 | Record                                    | Stadio                                    | TV                                        | NFL.com recap                             |
| ---------------- | ----------------------------------------- | ----------------------------------------- | ----------------------------------------- | ----------------------------------------- | ----------------------------------------- | ----------------------------------------- | ----------------------------------------- | ----------------------------------------- |
| Wild Card        | Qualificati direttamente al secondo turno | Qualificati direttamente al secondo turno | Qualificati direttamente al secondo turno | Qualificati direttamente al secondo turno | Qualificati direttamente al secondo turno | Qualificati direttamente al secondo turno | Qualificati direttamente al secondo turno | Qualificati direttamente al secondo turno |
| Divisional       | 14/1                                      | 4:35 p.m. EST                             | Seattle Seahawks (3)                      | V 36–20                                   | 1–0                                       | Georgia Dome                              | Fox                                       | Recap                                     |
| NFC Championship | 22/1                                      | 3:05 p.m. EST                             | Green Bay Packers (4)                     | V 44–21                                   | 2–0                                       | Georgia Dome                              | Fox                                       | Recap                                     |
| Super Bowl LI    | 5/2                                       | 6:30 p.m. EST                             | vs. New England Patriots (A1)             | S 28-34 (DTS)                             | 2–1                                       | NRG Stadium                               | Fox                                       | Recap                                     |

## Premi
- Matt Ryan:

MVP della NFL
giocatore offensivo dell'anno